# Emilio Pozzan
Emilio Pozzan (Thiene, 24 agosto 1927) è un ex calciatore italiano, di ruolo portiere.

## Carriera
Dopo gli esordi con il Thiene, nel 1949 passa al Treviso con cui raggiunge la promozione in Serie B al termine della stagione 1949-1950; con i veneti disputa in seguito cinque campionati di Serie B per un totale di 109 presenze ed un'ultima stagione in Serie C dopo la retrocessione avvenuta nel 1955.
Nel 1956 passa al Marzotto Valdagno, difendendone la porta per altre 12 gare nel corso dei successivi tre campionati di Serie B.

## Palmarès

### Club

#### Competizioni nazionali
- Campionato italiano Serie C: 1

Treviso: 1949-1950 (girone B)